# Diakonikon
Diakonicon (grško διακονικόν, latinizirano: diakonikon; cerkvenoslovanščina diakonik) je v vzhodnih pravoslavnih in vzhodnokatoliških cerkvah ime prostora na južni strani osrednje apside cerkve, kjer se hranijo oblačila, knjige itd., ki se uporabljajo v božjih službah v cerkvi [1] (sveta posoda se hrani v protezi, ki je na severni strani svetišča). Diakonikon in proteza sta skupaj znana kot pastoforija.
Diakonikon vsebuje thalassidion (plitva vdolbina), korito, kamor se lahko zlijejo tekočine, kot je voda, ki se uporablja za pranje svetih predmetov in kjer si duhovniki lahko umivajo roke, preden bodo služili božji liturgiji. Diakonikon ima običajno omare ali predale, v katerih se lahko varno hranijo ogrinjala in cerkvena pregrinjala (antependij). Tu bo tudi shranjeno oglje in prostor za ogrevanje zeona (vrele vode, ki se pred obhajilom vlije v kelih). Tukaj se hranijo tudi brisače in drugi potrebni predmeti.
V svetišču smejo sedeti samo škofje ali duhovniki; diakoni in oltarni strežniki pa lahko sedijo v diakonikonu, kadar niso potrebni za službo. Ker je diakonikon nameščen za ikonostasom, velja za sveto mesto in vstopijo lahko samo tisti, ki imajo določeno liturgično dolžnost, tu pa veljajo tudi vsi predpisi, ki se nanašajo na vstop v svetišče. 
V času vladavine Justina II, (565–574) so zaradi spremembe bogoslužja diakonikon in protezo postavili v ločenih apsidah na vzhodnem koncu svetišča. Pred tem časom je bila samo ena apsida.
V zgodnjem obdobju je bil v cerkvah v osrednji Siriji diakonikon pravokoten, stranski apsidi pri Kalat-Semanu sta bili dodani pozneje. Ti prostori, vsak s svojo funkcijo, so se ohranili do danes. 
Na zahodu se je od 10. stoletja dalje pojavila zakristija. Ta je lahko na vzhodni strani cerkve, ob apsidi, lahko je v transeptu, ob narteksu ali celo ob atriju.
Lahko se sklicuje tudi na liturgično knjigo, ki določa funkcije diakona.